# Гуго де Пейро
Гуго де Пейро, или Юг де Пейро (фр. Hugues de Pairaud;? — после 1314 года) — рыцарь Ордена Храма, командор и досмотрщик, один из известных обвиняемых по «Делу тамплиеров».

## Биография
В молодости вступил в Орден, со временем достиг влияния и стал генеральным досмотрщиком.
В 1293—1294 гг. ему были присвоены должности магистр во Франции и магистр в Англии, в 1300 году он стал досмотрщиком, а до этого он совмещал должности.
В 1302 году поддержал короля Филиппа IV в его конфликте с римским папой Бонифацием VIII, за это король даровал ему и его людям покровительство.
В пятницу 13 октября 1307 года был арестован вместе с другими рыцарями и Великим магистром Жаком де Моле — по приказу короля Филиппа IV; следствие вели члены инквизиции. Рыцарям приписывали обвинения в ереси, богохульстве, содомии и идолопоклонстве, к рыцарям применялись пытки и они сознавались в этих преступлениях. Также им приписывали отречения от Христа при вступлении новичков в Орден.
11 или 18 марта 1314 года состоялся суд, на котором, помимо Гуго де Пейро, присутствовали Жак де Моле, приор Аквитании Жоффруа де Гонневиль и приор Нормандии Жоффруа де Шарне. Рыцарей приговорили к пожизненному заключению, но Жак де Моле и де Шарне воспротивились приговору заявив, что их показания были вырваны пытками. Рыцари не признавшие приговор, в тот же день по приказу Филиппа IV были сожжены на костре.
Дальнейшая судьба неизвестна, вероятно умер в заключении.

## В литературе
Один из эпизодических персонажей романа Мориса Дрюона «Железный король», из серии «Проклятые короли».